# Station Mossley (Tameside)
Mossley is een spoorwegstation van National Rail in Mossley, Tameside in Engeland. Het station is eigendom van Network Rail en wordt beheerd door Northern Rail. 